# Club Deportivo Atlético Huila
O Club Deportivo Atlético Huila é um clube de futebol colombiano da cidade de Neiva. Foi fundado em 1990 por empresários da cidade. Manda seus jogos no Estádio Guillermo Plazas Alcid com capacidade para 22 mil espectadores. Atualmente disputa a segunda divisão do campeonato colombiano.